# Bolesław Jakowlew
Bolesław Jakowlew (ur. 12 sierpnia 1933 w Hoczwi, zm. 7 czerwca 2020 w Warszawie) – polski specjalista w zakresie inżynierii materiałowej, prof. dr inż.

## Życiorys
Był synem Michała, osiadłego przed wojną w Polsce oficera carskiej armii. W latach 1952–57 studiował na Wydziale Metalurgicznym Politechniki w Niżnym Nowogrodzie w Związku Radzieckim, następnie, w 1962 roku, obronił pracę doktorską w Katedrze Metaloznawstwa Politechniki w Gorkim.
Na początku lat 70. kierował Centralnym Laboratorium Fizyki Metali w Hucie Warszawa, następnie mianowany zastępcą dyrektora ds. naukowych w Przemysłowym Instytucie Elektroniki. Współzałożyciel i wieloletni dyrektor Naukowo-Produkcyjnego Centrum Półprzewodników w Warszawie, które było przykładem niebywałego skoku Polski w epokę nowej techniki i technologii. W 1978 roku uzyskał tytuł profesora nadzwyczajnego nauk technicznych. Pracował naukowo i dydaktycznie w Wojskowej Akademii Technicznej oraz Wyższej Szkole Inżynierskiej w Koszalinie, której powołania był inicjatorem.
W 1982 został powołany na stanowisko podsekretarza stanu w Ministerstwie Nauki, Szkolnictwa Wyższego i Techniki. W 1982 roku mianowany przedstawicielem Polski w Instytucie Normalizacji przy RWPG w Moskwie.
Następnie doradca w Centrum Naukowo-Produkcyjnym Materiałów Elektronicznych CEMAT Warszawa (1990–1991); Doradca ds. rozwoju w Agmar - Telecom, Mielec (1995–1999);   Wykładowca, profesor nadzwyczajny w Instytucie Elektroniki, Telekomunikacji i Informatyki na Wydziale Elektrycznym Zachodniopomorskiego Uniwersytetu Technologicznego w Szczecinie.
Promotor 5 rozpraw doktorskich, autor 11 patentów, około 100 publikacji i monografii.
Laureat Nagrody Państwowej Zespołowej I Stopnia za udział w uruchomionej produkcji materiałów specjalnych dla elektroniki, laureat Nagrody Ministra Obrony Narodowej I Stopnia. Odznaczony został również Krzyżem Kawalerskim Odrodzenia Polski, Srebrnym Krzyżem Zasługi, Odznaką za Zasługi dla Warszawy, Za Zasługi dla Województwa Koszalińskiego, Za Zasługi w Rozwoju Przemysłu Maszynowego.